# لي تاكر
لي تاكر (بالإنجليزية: Lee Tucker)‏ (14 سبتمبر 1971 بميدلزبرة في المملكة المتحدة - ) هو لاعب كرة قدم بريطاني في مركز الهجوم. لعب مع نادي ميدلزبره وGuisborough Town F.C. ‏ ودارلينجتون إف سى.